# Championnats du monde d'haltérophilie 2021
Navigation
Édition précédente Édition suivante
Les championnats du monde d'haltérophilie 2021, 86e édition des championnats du monde d'haltérophilie, ont lieu du 7 décembre 2021 au 17 décembre 2021 à Tachkent, en Ouzbékistan.
La Chine et la Corée du Nord renoncent à participer à la compétition en raison de la pandémie de Covid-19, qui a longtemps menacé la tenue même de la compétition après les restrictions drastiques d'entrée sur le territoire ouzbek après l'apparition du variant Omicron,. Des obligations de quarantaine sont par la suite levées exceptionnellement pour les délégations participant à ces Mondiaux ; néanmoins, dix pays sont bannis d'entrée sur le territoire (neuf pays africains et Hong Kong), plusieurs pays africains dont l'Afrique du Sud, le Botswana et le Lesotho, ainsi que la plupart des pays océaniens renoncent à se rendre en Ouzbékistan tandis que les États-Unis et la Grande-Bretagne envoient une délégation réduite. Dix champions olympiques en titre et quinze champions du monde en titre ne se présentent pas à cette édition, ce qui donne un plateau très ouvert. Toute la compétition se déroule dans une bulle sanitaire. 
Du fait de l'exclusion de la Russie par le Tribunal arbitral du sport de toutes compétitions internationales jusqu'en décembre 2022, les haltérophiles russes ne peuvent représenter officiellement la Russie. Ils participent donc de manière « neutre » à la compétition en représentant leur fédération sportive, la Fédération russe d'haltérophilie (Russian Weightlifting Federation - RWF). 
La compétition compte aussi en tant que Championnats du Commonwealth pour les haltérophiles en provenance des pays du Commonwealth britannique ; elle est qualificative pour les Jeux du Commonwealth de 2022.

## Médaillés

### Hommes
| Épreuve     | Or                          | Or        | Argent                     | Argent | Bronze                    | Bronze |
| 55 kg       | 55 kg                       | 55 kg     | 55 kg                      | 55 kg  | 55 kg                     | 55 kg  |
| ----------- | --------------------------- | --------- | -------------------------- | ------ | ------------------------- | ------ |
| Arraché     | Mansour Al-Saleem (KSA)     | 118 kg    | Arli Chontey (KAZ)         | 118 kg | Muammer Şahin (TUR)       | 116 kg |
| Épaulé-jeté | Angel Roussev (BUL)         | 144 kg    | Mohamad Aniq Kasdan (MAS)  | 142 kg | Arli Chontey (KAZ)        | 142 kg |
| Total       | Arli Chontey (KAZ)          | 260 kg    | Thada Somboon-uan (THA)    | 256 kg | Angel Roussev (BUL)       | 254 kg |
| 61 kg       |                             |           |                            |        |                           |        |
| Arraché     | Shin Rok (KOR)              | 132 kg    | Shota Mishvelidze (GEO)    | 131 kg | Seýitjan Mirzaýew (TKM)   | 128 kg |
| Épaulé-jeté | Shin Rok (KOR)              | 156 kg    | Shota Mishvelidze (GEO)    | 155 kg | Seraj Al-Saleem (KSA)     | 155 kg |
| Total       | Shin Rok (KOR)              | 288 kg    | Shota Mishvelidze (GEO)    | 286 kg | Seraj Al-Saleem (KSA)     | 282 kg |
| 67 kg       |                             |           |                            |        |                           |        |
| Arraché     | Zulfat Garaev (RWF)         | 146 kg    | Doston Yokubov (UZB)       | 144 kg | Talha Talib (PAK)         | 143 kg |
| Épaulé-jeté | Doston Yokubov (UZB)        | 180 kg    | Francisco Mosquera (COL)   | 179 kg | Adkhamjon Ergashev (UZB)  | 174 kg |
| Total       | Doston Yokubov (UZB)        | 324 kg    | Francisco Mosquera (COL)   | 316 kg | Zulfat Garaev (RWF)       | 315 kg |
| 73 kg       |                             |           |                            |        |                           |        |
| Arraché     | Briken Calja (ALB)          | 156 kg    | Suttipong Jeeram (THA)     | 154 kg | Sergei Petrov (RWF)       | 153 kg |
| Épaulé-jeté | Rahmat Erwin Abdullah (INA) | 192 kg    | Briken Calja (ALB)         | 186 kg | Jeong Han-sol (KOR)       | 181 kg |
| Total       | Rahmat Erwin Abdullah (INA) | 343 kg    | Briken Calja (ALB)         | 342 kg | Suttipong Jeeram (THA)    | 334 kg |
| 81 kg       |                             |           |                            |        |                           |        |
| Arraché     | Marin Robu (MDA)            | 168 kg    | Karlos Nassar (BUL)        | 166 kg | Mirmostafa Javadi (IRN)   | 163 kg |
| Épaulé-jeté | Karlos Nassar (BUL)         | 208 kg RM | Mirmostafa Javadi (IRN)    | 204 kg | Kim Woo-jae (KOR)         | 196 kg |
| Total       | Karlos Nassar (BUL)         | 374 kg    | Mirmostafa Javadi (IRN)    | 367 kg | Marin Robu (MDA)          | 363 kg |
| 89 kg       |                             |           |                            |        |                           |        |
| Arraché     | Andranik Karapetyan (ARM)   | 175 kg    | Revaz Davitadze (GEO)      | 171 kg | Yu Dong-ju (KOR)          | 167 kg |
| Épaulé-jeté | Artem Okulov (RWF)          | 205 kg    | Sarvarbek Zafarjonov (UZB) | 205 kg | Yu Dong-ju (KOR)          | 204 kg |
| Total       | Yu Dong-ju (KOR)            | 371 kg    | Sarvarbek Zafarjonov (UZB) | 371 kg | Revaz Davitadze (GEO)     | 370 kg |
| 96 kg       |                             |           |                            |        |                           |        |
| Arraché     | Lesman Paredes (COL)        | 187 kg RM | Boady Santavy (CAN)        | 178 kg | Keydomar Vallenilla (VEN) | 177 kg |
| Épaulé-jeté | Fares El-Bakh (QAT)         | 222 kg    | Artyom Antropov (KAZ)      | 221 kg | Keydomar Vallenilla (VEN) | 214 kg |
| Total       | Lesman Paredes (COL)        | 400 kg    | Fares El-Bakh (QAT)        | 394 kg | Keydomar Vallenilla (VEN) | 391 kg |
| 102 kg      |                             |           |                            |        |                           |        |
| Arraché     | Jin Yun-seong (KOR)         | 180 kg    | Rasoul Motamedi (IRN)      | 177 kg | Samvel Gasparyan (ARM)    | 175 kg |
| Épaulé-jeté | Rasoul Motamedi (IRN)       | 220 kg    | Bekdoolot Rasulbekov (KGZ) | 217 kg | Amir Hoghoughi (IRN)      | 216 kg |
| Total       | Rasoul Motamedi (IRN)       | 397 kg    | Jin Yun-seong (KOR)        | 396 kg | Amir Hoghoughi (IRN)      | 388 kg |
| 109 kg      |                             |           |                            |        |                           |        |
| Arraché     | Akbar Djuraev (UZB)         | 195 kg    | Simon Martirosyan (ARM)    | 188 kg | Ruslan Nurudinov (UZB)    | 185 kg |
| Épaulé-jeté | Akbar Djuraev (UZB)         | 238 kg    | Ruslan Nurudinov (UZB)     | 236 kg | Simon Martirosyan (ARM)   | 228 kg |
| Total       | Akbar Djuraev (UZB)         | 433 kg    | Ruslan Nurudinov (UZB)     | 421 kg | Simon Martirosyan (ARM)   | 416 kg |
| +109 kg     |                             |           |                            |        |                           |        |
| Arraché     | Lasha Talakhadze (GEO)      | 225 kg RM | Varazdat Lalayan (ARM)     | 211 kg | Eduard Ziaziulin (BLR)    | 206 kg |
| Épaulé-jeté | Lasha Talakhadze (GEO)      | 267 kg RM | Varazdat Lalayan (ARM)     | 246 kg | Gor Minasyan (ARM)        | 243 kg |
| Total       | Lasha Talakhadze (GEO)      | 492 kg RM | Varazdat Lalayan (ARM)     | 457 kg | Gor Minasyan (ARM)        | 448 kg |

### Femmes
| Épreuve     | Or                                 | Or     | Argent                             | Argent | Bronze                    | Bronze |
| 45 kg       | 45 kg                              | 45 kg  | 45 kg                              | 45 kg  | 45 kg                     | 45 kg  |
| ----------- | ---------------------------------- | ------ | ---------------------------------- | ------ | ------------------------- | ------ |
| Arraché     | Thunya Sukcharoen (THA)            | 77 kg  | Şaziye Erdoğan (TUR)               | 76 kg  | Manuela Berrío (COL)      | 75 kg  |
| Épaulé-jeté | Manuela Berrío (COL)               | 95 kg  | Thunya Sukcharoen (THA)            | 95 kg  | Şaziye Erdoğan (TUR)      | 93 kg  |
| Total       | Thunya Sukcharoen (THA)            | 172 kg | Manuela Berrío (COL)               | 170 kg | Şaziye Erdoğan (TUR)      | 169 kg |
| 49 kg       |                                    |        |                                    |        |                           |        |
| Arraché     | Surodchana Khambao (THA)           | 86 kg  | Rira Suzuki (JPN)                  | 78 kg  | Ýulduz Jumabaýewa (TKM)   | 76 kg  |
| Épaulé-jeté | Surodchana Khambao (THA)           | 105 kg | Ibuki Takahashi (JPN)              | 101 kg | Rira Suzuki (JPN)         | 101 kg |
| Total       | Surodchana Khambao (THA)           | 191 kg | Rira Suzuki (JPN)                  | 179 kg | Ibuki Takahashi (JPN)     | 172 kg |
| 55 kg       |                                    |        |                                    |        |                           |        |
| Arraché     | Ghofrane Belkhir (TUN)             | 92 kg  | Svitlana Samuliak (UKR)            | 91 kg  | Adijat Olarinoye (NGA)    | 90 kg  |
| Épaulé-jeté | Sorokhaibam Bindyarani Devi (IND)  | 114 kg | Ham Eun-ji (KOR)                   | 114 kg | Adijat Olarinoye (NGA)    | 113 kg |
| Total       | Ghofrane Belkhir (TUN)             | 203 kg | Adijat Olarinoye (NGA)             | 203 kg | Svitlana Samuliak (UKR)   | 201 kg |
| 59 kg       |                                    |        |                                    |        |                           |        |
| Arraché     | Mariia Hanhur (UKR)                | 101 kg | Kuo Hsing-chun (TPE)               | 100 kg | Olga Te (RWF)             | 100 kg |
| Épaulé-jeté | Kuo Hsing-chun (TPE)               | 130 kg | Yenny Álvarez (COL)                | 127 kg | Rosivé Silgado (COL)      | 120 kg |
| Total       | Kuo Hsing-chun (TPE)               | 230 kg | Yenny Álvarez (COL)                | 226 kg | Olga Te (RWF)             | 218 kg |
| 64 kg       |                                    |        |                                    |        |                           |        |
| Arraché     | Neama Said (EGY)                   | 106 kg | Han Ji-an (KOR)                    | 99 kg  | Chen Wen-huei (TPE)       | 97 kg  |
| Épaulé-jeté | Chen Wen-huei (TPE)                | 135 kg | Neama Said (EGY)                   | 127 kg | Anastasiia Anzorova (RWF) | 121 kg |
| Total       | Neama Said (EGY)                   | 233 kg | Chen Wen-huei (TPE)                | 232 kg | Park Min-kyung (KOR)      | 217 kg |
| 71 kg       |                                    |        |                                    |        |                           |        |
| Arraché     | Evgeniia Guseva (RWF)              | 104 kg | Olivia Reeves (USA)                | 104 kg | Patricia Strenius (SWE)   | 104 kg |
| Épaulé-jeté | Meredith Alwine (USA)              | 135 kg | Sarah Davies (GBR)                 | 132 kg | Joy Ogbonne Eze (NGA)     | 130 kg |
| Total       | Meredith Alwine (USA)              | 235 kg | Sarah Davies (GBR)                 | 234 kg | Patricia Strenius (SWE)   | 231 kg |
| 76 kg       |                                    |        |                                    |        |                           |        |
| Arraché     | Iana Sotieva (RWF)                 | 112 kg | Laura Amaro (BRA)                  | 108 kg | Mattie Rogers (USA)       | 107 kg |
| Épaulé-jeté | Lee Min-ji (KOR)                   | 139 kg | Mattie Rogers (USA)                | 136 kg | Kim Su-hyeon (KOR)        | 134 kg |
| Total       | Lee Min-ji (KOR)                   | 244 kg | Mattie Rogers (USA)                | 243 kg | Iana Sotieva (RWF)        | 242 kg |
| 81 kg       |                                    |        |                                    |        |                           |        |
| Arraché     | Alina Marushchak (UKR)             | 113 kg | Kim I-seul (KOR)                   | 108 kg | Eileen Cikamatana (AUS)   | 108 kg |
| Épaulé-jeté | Alina Marushchak (UKR)             | 135 kg | Valeria Rivas (COL)                | 134 kg | Dayana Chirinos (VEN)     | 134 kg |
| Total       | Alina Marushchak (UKR)             | 248 kg | Valeria Rivas (COL)                | 239 kg | Kim I-seul (KOR)          | 238 kg |
| 87 kg       |                                    |        |                                    |        |                           |        |
| Arraché     | Tursunoy Jabborova (UZB)           | 113 kg | Mönkhjantsangiin Ankhtsetseg (MGL) | 109 kg | Amanda Schott (BRA)       | 106 kg |
| Épaulé-jeté | Solfrid Koanda (NOR)               | 141 kg | Mönkhjantsangiin Ankhtsetseg (MGL) | 141 kg | Daria Akhmerova (RWF)     | 135 kg |
| Total       | Mönkhjantsangiin Ankhtsetseg (MGL) | 250 kg | Tursunoy Jabborova (UZB)           | 244 kg | Solfrid Koanda (NOR)      | 244 kg |
| +87 kg      |                                    |        |                                    |        |                           |        |
| Arraché     | Duangaksorn Chaidee (THA)          | 124 kg | Son Young-hee (KOR)                | 123 kg | Emily Campbell (GBR)      | 121 kg |
| Épaulé-jeté | Son Young-hee (KOR)                | 159 kg | Emily Campbell (GBR)               | 157 kg | Duangaksorn Chaidee (THA) | 157 kg |
| Total       | Son Young-hee (KOR)                | 282 kg | Duangaksorn Chaidee (THA)          | 281 kg | Emily Campbell (GBR)      | 278 kg |